# Джон Дальтон
Джон Дальто́н (англ. John Dalton; 6 вересня 1766, Камберленд — 27 липня 1844, Манчестер) — британський хімік і фізик, знаний завдяки теорії корпускулярної будови матерії та дослідженнями колірної сліпоти (дальтонізму).
Він виходив з уявлення про корпускулярну будову матерії, але, ґрунтуючись на понятті хімічних елементів Лавуаз'є, вважав, що «атоми» (цей термін Дальтон зберіг як данину поваги до Демокрита) цього елемента однакові та характеризуються крім інших властивостей тим, що мають певну вагу, яку він назвав атомною. Дальтон виявив, що два елементи можуть сполучатися один з одним в різних співвідношеннях, і кожна нова комбінація елементів дає нову сполуку. 1803 року ці результати були узагальнені у вигляді закону кратних відношень. 1808 року вийшла праця Дальтона «Нова система хімічної філософії», де він детально виклав свою атомну теорію. У тому ж році французький хімік Жозеф Луї Гей-Люссак (1778—1850) опублікував припущення про те, що об'єми газів, які вступають у реакцію один з одним, відносяться між собою як прості кратні числа. На жаль, Дальтон не зумів побачити користі у відкритті Гей-Люссака, крім перешкоди для розробки своєї теорії, хоч ці висновки могли б стати дуже плідними у визначенні відносної атомної ваги.
Від імені цього вченого хіміка пішло поняття дальтонізм, яким до кінця життя хворів Джон Дальтон.

## Молоді роки
Джон Дальтон народився в сім'ї квакерів міста Іглсфілд, графство Камберленд. Син кравця, тільки в 15 років він почав навчатися разом зі своїм старшим братом Джонатаном у квакерській школі міста Кендал. До 1790 року Дальтон більш-менш визначився з майбутньою спеціальністю, вибираючи між правом і медициною, проте його плани були сприйняті без ентузіазму, батьки-дісентери були категорично проти навчання в британських університетах. Дальтону довелося залишитися в Кендалі до весни 1793 року, після чого він перебрався в Манчестер, де познайомився з Джоном Гоухом, сліпим філософом-ерудитом, який в неформальній обставі передав йому велику частину своїх наукових знань. Це дозволило Дальтону отримати місце викладача математики та природничих наук в «Новому Коледжі», дісентської академії Манчестера. Він залишався на цій посаді до 1800 року, коли фінансове становище коледжу погіршилось і Дальтон був змушений піти. Він почав займатися приватним викладанням математики та природничих наук.
В молоді роки Дальтон близько спілкувався з відомим іглсфілдським протестантом Еліху Робінсоном, професіональним метеорологом та інженером. Робінсон прищепив Дальтону інтерес до розв'язання різних проблем математики та метеорології. Пізніше Дальтон зібрав вирішені та розглянуті ним ці проблеми в книзі «Щоденники леді та джентльменів», а в 1787 році почав вести власний метеорологічний щоденник, в якому за 57 років зафіксував понад 200 тис. спостережень В цей же період Дальтон по-новому розробив теорію циркуляції атмосфери, яку раніше запропонував Джордж Хедлі. Перша публікація вченого називалася «Метеорологічні спостереження і досліди», в ній містився зародок ідей багатьох його майбутніх відкриттів. Однак, попри всю оригінальність його підходу, наукове товариство не звернуло особливої уваги на праці Дальтона. Другу значну свою роботу Дальтон присвячує мові, в друк вона вийшла за назвою «Особливості англійської граматики» (1801).

### Колірна сліпота

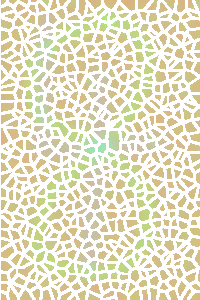
Людина з нормальним зором (не хворіє на дейтеранопію) побачить цифру 8

Половину свого життя Дальтон навіть не підозрював, що з його зором щось не так. Він займався оптикою і хімією, але виявив свій дефект завдяки захопленню ботанікою. Свою неспроможність відрізнити блакитну квітку від рожевої він пояснював плутаниною в класифікації квітів, а не вадами свого зору. Він відзначив, що квітка, яка вдень при світлі сонця була небесно-блакитною (точніше, того кольору, що він вважав за небесно-блакитний), при світлі свічки виглядала темно-червоною. Він звернувся до колег, але ніхто такого дивного перетворення не бачив, за винятком його рідного брата. Так Дальтон здогадався, що з його зором щось не так і що проблема ця успадкована.
«Незвичайні випадки кольоросприйняття», де він пояснював вузькість сприйняття кольору деяких людей знебарвленням рідкої речовини ока. Описавши цю хворобу на власному прикладі, Дальтон звернув на неї увагу людей, які до того моменту не усвідомлювали, що потерпають від неї. Попри те, що пояснення Дальтона поставили під сумнів ще за його життя, ретельність досліджень ним власної хвороби була настільки безпрецедентною, що термін «дальтонізм» міцно закріпився за цією недугою. 1995 року були проведені дослідження ока Джона Дальтона, що збереглося, під час яких з'ясувалося, що він хворів на рідкісну форму дальтонізму — дейтеранопією. В цьому випадку око не вловлює світла хвиль середніх довжин (у поширенішому варіанті хвороби дейтераномалії око просто спотворює зображення через неправильний колір пігменту відповідної ділянки сітківки). Окрім фіолетового і блакитного кольорів він міг нормально розпізнавати тільки жовтий і так писав про це:
Та частина картини, яку інші називають червоною, мені здається тінню або просто погано освіченою. Оранжевий, зелений і жовтий здаються відтінками одного кольору, від інтенсивного до блідо-жовтого
Після цієї роботи Дальтон написав десяток нових, присвячених найрізноманітнішим темам: кольору неба, причинам виникнення джерел прісної води, віддзеркаленню і заломленню світла, а також дієприкметникам в англійській мові.